# (31175) Erikafuchs
(31175) Erikafuchs est un astéroïde de la ceinture principale.

## Description
(31175) Erikafuchs est un astéroïde de la ceinture principale. Il fut découvert le 7 décembre 1997 à Caussols par le programme ODAS. Il présente une orbite caractérisée par un demi-grand axe de 2,68 UA, une excentricité de 0,17 et une inclinaison de 11,6° par rapport à l'écliptique.

## Compléments